# Ronald Kreer
Ronald Kreer (Leipzig, 10 november 1959) is een voormalig voetballer uit Oost-Duitsland, die speelde als verdediger.

## Clubcarrière
Kreer kwam vrijwel zijn gehele loopbaan uit voor Lokomotive Leipzig. Met die club won hij driemaal de Oost-Duitse beker. Hij speelde mee in de finale van de strijd om Europacup II (1987), waarin Lokomotive Leipzig met 1-0 verloor van AFC Ajax door een treffer van Marco van Basten.

## Interlandcarrière
Kreer speelde in totaal 65 officiële interlands (twee doelpunten) voor de nationale ploeg van Oost-Duitsland in de periode 1982–1989. Onder leiding van bondscoach Rudolf Krause maakte hij zijn debuut op 22 september 1982 in de vriendschappelijke wedstrijd tegen Bulgarije (2–2) in Boergas.

## Erelijst
Lokomotive Leipzig
- Oost-Duitse beker

1981, 1986, 1987